# Waterschoen
Een waterschoen of zwemschoen is een schoen die speciaal is vervaardigd om gedragen te worden in het water. Zowel bij het zwemmen, bij waterspel en watersport, als bij canyoning worden ze gebruikt.
Waterschoenen zijn gemaakt van waterbestendige kunststoffen, met een stevige zool. In waterschoenen zijn vaak openingen gemaakt zodat water er gemakkelijk kan uit lopen. Ze worden vaak gedragen als bescherming van de voeten: als de (water)bodem scherpe uitsteeksels bevat of als de (zand)bodem erg verhit aanvoelt.
Duikers dragen weleens waterschoenen in hun zwemvinnen ter bescherming tegen scherpe voorwerpen of een rotsachtige ondergrond bij het te water gaan aan de kant en ook om hun voeten te beschermen tegen afkoeling. Snorkelaars daarentegen vaak niet.

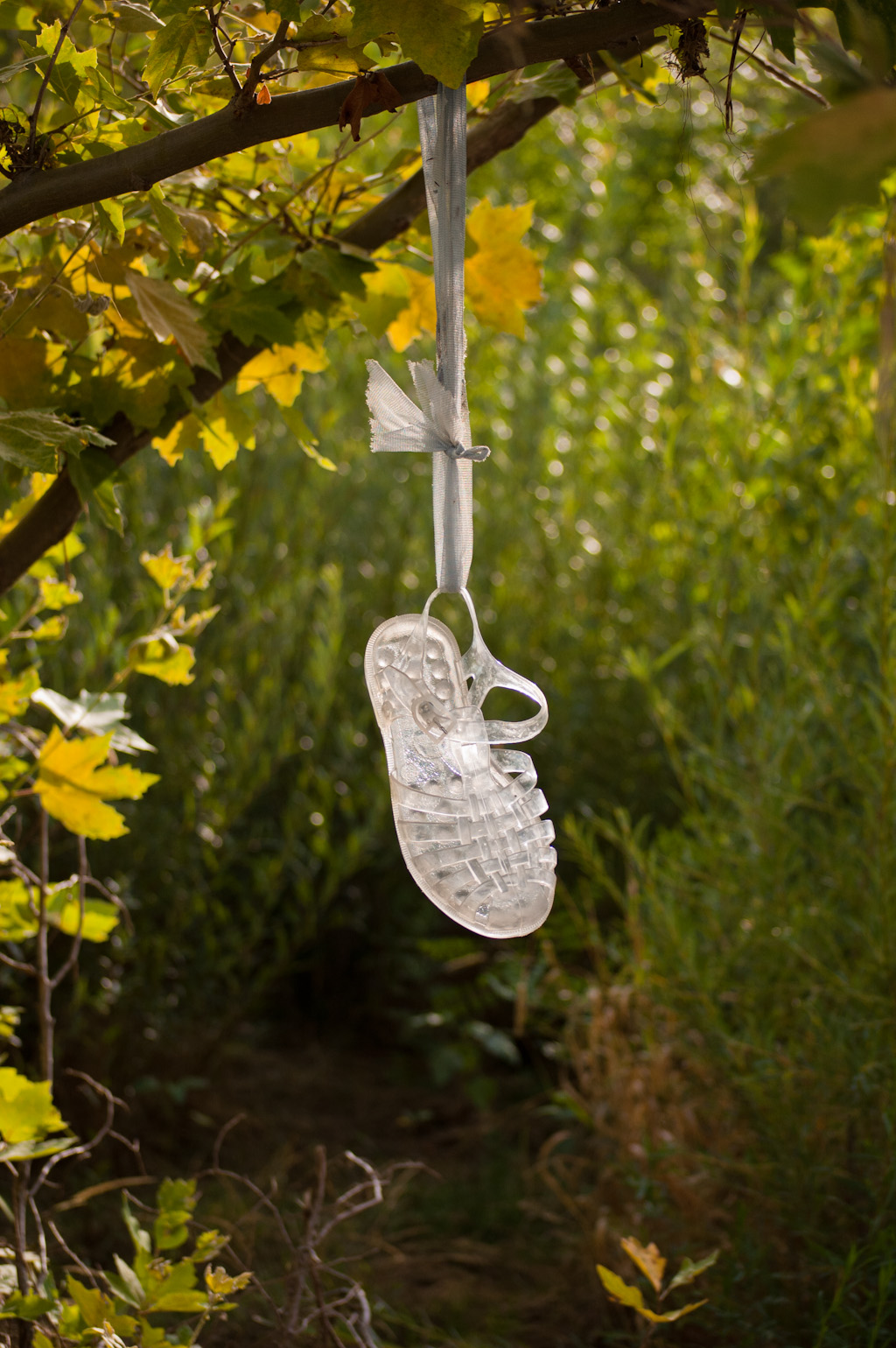
Verloren waterschoen
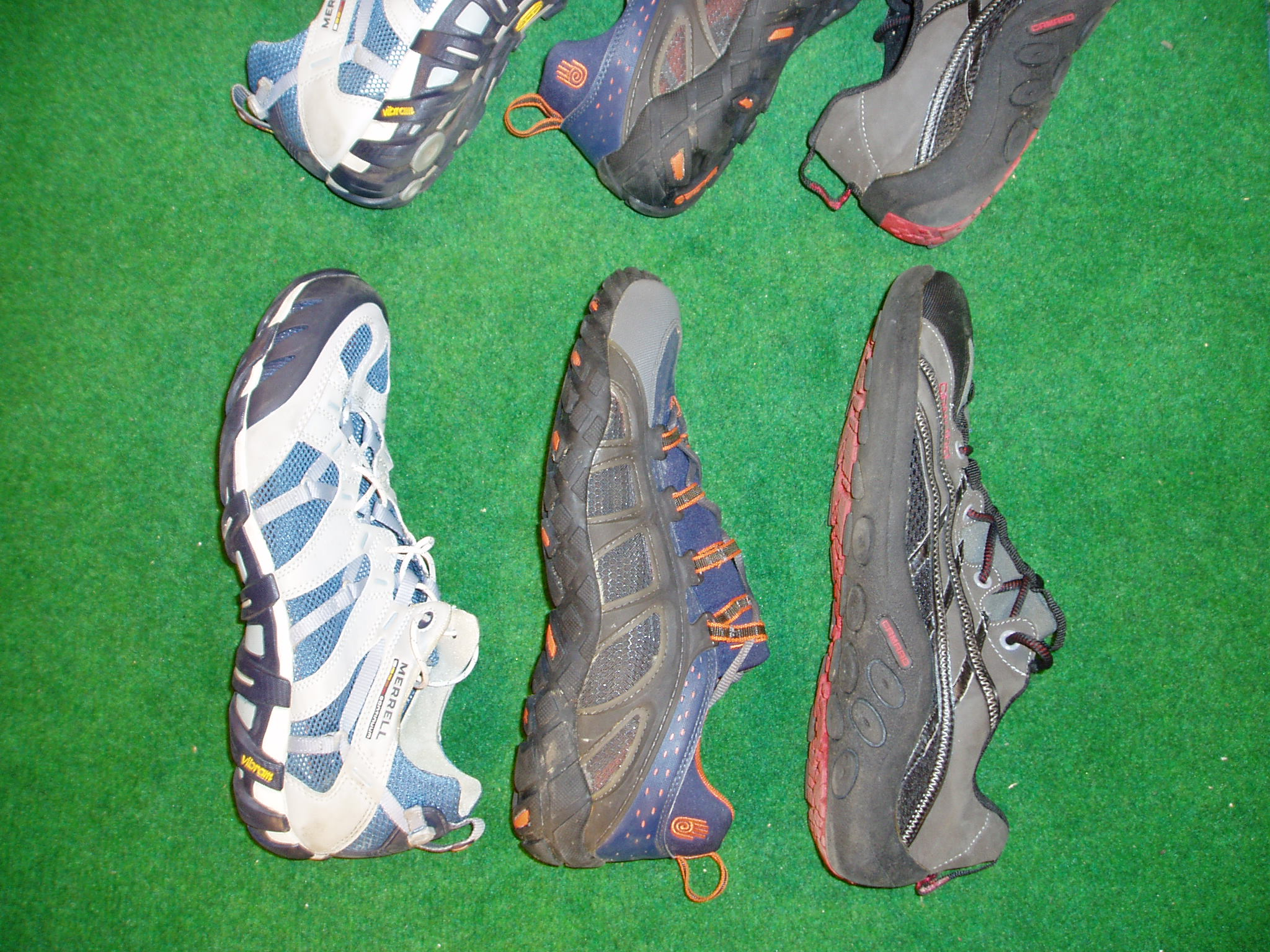
3 paar waterschoenen
- Bioscoopjournaal uit 1975. Uitvinder Pieter Mulder heeft een soort houten waterschoenen ontwikkeld, waardoor het mogelijk is om over het water te lopen.